# از زبور تنهائی
از زبور تنهائی دومین آلبوم استودیویی از سیدعلی جابری است که با تنظیم و تدوین مقداد شاه‌حسینی در شش قطعه توسط نشر موسیقی هرمس در سال ۱۳۸۹ منتشر شد. نام آلبوم براساس نام یکی از اشعار محمدرضا شفیعی کدکنی به نام «از زبور تنهائی» انتخاب شده‌است.

## فهرست ترانه‌ها
| # | نام ترانه به فارسی           | نام ترانه به انگلیسی                        | طول قطعه |
| - | ---------------------------- | ------------------------------------------- | -------- |
| ۱ | سیاح بحر تجرید               | A Traveler Through the Ocean of Abstraction | ۹:۴۱     |
| ۲ | در سایه سار حیرت             | Beneath the Shadow of Perplexity            | ۴:۴۶     |
| ۳ | سرخوش به کوی رندی            | On the Spree                                | ۷:۲۶     |
| ۴ | ای عشق همه بهانه از توست     | All Because of Love                         | ۶:۵۰     |
| ۵ | از زبور تنهائی               | Psalms of Loneliness                        | ۵:۳۸     |
| ۶ | گفتند فسانه‌ای و در خواب شدند | A Story Told and Benumbed                   | ۹:۵۷     |

## فهرست هنرمندان
| اسم             | نقش                                  |
| --------------- | ------------------------------------ |
| سیدعلی جابری    | نوازنده تنبور                        |
| حامد فکوری      | نوازنده رباب                         |
| پاشا هنجی       | نوازنده نی                           |
| مهدی باقری      | نوازنده کمانچه و کمانچه آلتو         |
| فرهاد صفری      | نوازنده بم‌باژ، دفک و بادیه           |
| سینا پناهی      | نوازنده گیتار کلاسیک و گیتار الکتریک |
| سیدمحمد جابری   | نوازنده دف                           |
| سید پوریا جابری | نوازنده امبرک                        |
| مقداد شاه‌حسینی  | آواز و جلوه‌های صوتی                  |
| حمید ایران‌پور   | هم‌آوا                                |
| محمد حسن        | هم‌آوا                                |
| کیمیا جابری     | هم‌آوا                                |
| مهدیه پیکانو    | هم‌آوا                                |
| مازیار جلالی    | هم‌آوا                                |

## دربارهٔ آلبوم
«از زبور تنهائی» تجربه‌ای تازه در عرصه موسیقی تنبور، سازهای الکترونیکی و افکت‌های صوتی است که در کنار سازهای سنتی چون کمانچه و رباب و… قرار گرفته تا عرصه را برای ظهور آواز باز کند؛ چه در فرم کلاسیک آن و چه با طعم موسیقی آوازی مقام‌های تنبور.
قطعات این آلبوم، نامی عرفانی دارند. قطعات «سیاح بحر تجرید» ملهم از کلام حقانی «حقن حقن» یارسان، «گفتند فسانه‌ای و در خواب شدند» ملهم از کلام حقانی «باباناووسی» یارسان، «ای عشق همه بهانه از توست» برداشتی از آهنگ آذری ساری گلین و در نهایت «از زبور تنهائی» پیشکشی به روح پرفتوح حضرت میرطاهر است.

در مقدمه این اثر مقداد شاه‌حسینی گفت:
«از زبور تنهائی، حدیث عاشقی است. حکایت دلدادگی ازلی به معشوق لم یزلی و ندای مزامیر داوودی است بر پهنه کهف غار عزلت. نقش این دل شرحه شرحه از فراق و طرح این خیال رمیده نشسته بر مرکب اشتیاق. از زبور تنهائی، ره پیمودن است، بال گشودن است، در هوای بی‌چگونگی و پیوستن بدان یار پر از همیشگی.»

سیدعلی جابری نیز دربارهٔ این ساخته خود گفت:
«تجربه شاید، تکاپویی در نیل به باز تولید آگاهی باشد و موسیقی، باری تجربه‌ای برای دستیابی به آگاهی‌های صوتی. از زبور تنهائی کاری در زمینه موسیقی محلی نیست، بلکه تجربه و تلاشی است، برای در کنار هم نشاندن عناصر متنوع موسیقایی. عناصری که از درخت دیرسال مقامات تنبور یارسان و موسیقی سازی و آوازی ردیف موسیقی سنتی ایران، تا افه‌ها و الگوها و جلوه‌های الکترونیک را در بر می‌گیرد. در این اثر سعی بر آن بوده‌است که با اصل و مرجع گرفتن موسیقی تنبور و مقامات آن بنا و ساختمان صوتی اثر بر مبنای مقام‌ها و فواصل تنبور باشد، البته باز هم تنبوری که از نظام موسیقایی یارسان سرچشمه گرفته و تا تجربه‌های امروزین این ساز امتداد می‌یابد.»
همچنین دربارهٔ اسم این آلبوم گفت:

«اسم این اثر هم با الهام از اسم یکی از اشعار محمدرضا شفیعی کدکنی به نام «از زبور تنهائی» انتخاب شده‌است. شاید مناسبت آن هم نسبتی است که حضرت داوود علیه السلام به عنوان راوی و صاحب کتاب مقدس زبور با موسیقی و آواز داشته‌اند، همان نسبتی که به خلق مناجات‌های شورانگیزی در مزامیر ایشان در عهد عتیق تجلی یافته‌است.»

## از نگاه نشریات بین‌المللی

نقد و بررسی آلبوم «از زبور تنهائی» اثر سیدعلی جابری در مجله سانگ‌لاینز

آلبوم موسیقی ایرانی «از زبور تنهائی» در بخش مرور نشریه سانگ‌لاینز شاخص‌ترین نشریه مربوط به موسیقی بین‌الملل (World Music)، معرفی شد و توانست چهار ستاره از پنج ستاره را به خود اختصاص دهد. نشریه سانگ‌لاینز بزرگترین و معتبرترین نشریه در معرفی و رصد کردن موسیقی ملل است که هر دو ماه یکبار منتشر می‌شود و آوردن نام یک آلبوم در این نشریه به آن وزن و اعتباری خاص می‌بخشد. در این نشریه در مورد این آلبوم نوشته‌شده‌است:
«تنبور یکی از سازهای مقدس و روحانی برای مردم کردستان است. قدرت صدای نافذ آن شناساگر فرهنگ و برای عده‌ای نیز همانند انجام تکالیف مذهبی است. این ساز در دسته سازهای با دسته‌ای بلند است همراه با سه سیم و صدای دل نواز که نواختن با لمس کردن به وسیلهٔ انگشتان ایجاد می‌شود.»